# Loser’s Point

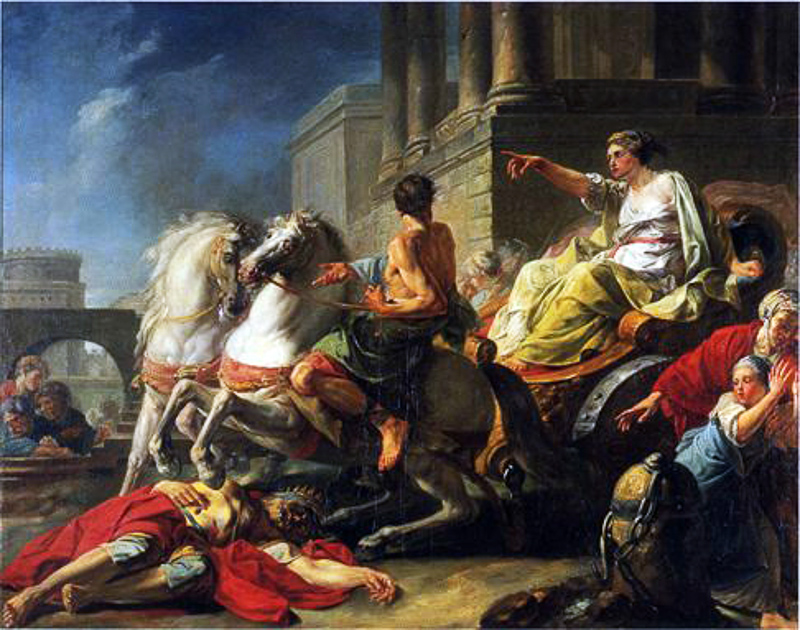
Der Wagenlenker befindet sich im Loser’s Point in einem dramatischen Konflikt. Jean Bardin: Tullia fährt über die Leiche ihres Vaters. Um 1765.

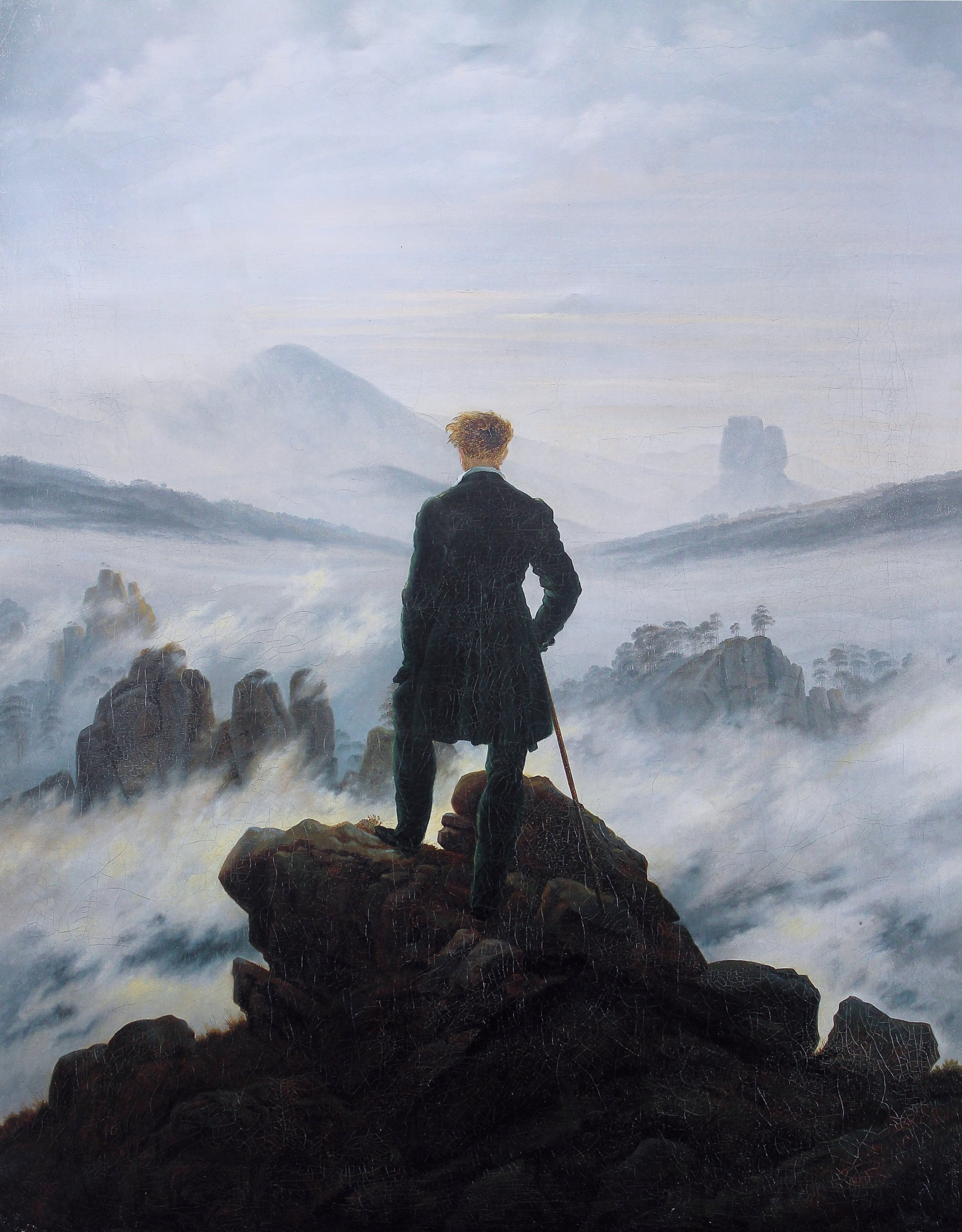
Der Wanderer befindet sich in einer zentralen Position als nachdenklicher Beobachter. Caspar David Friedrich: Der Wanderer über dem Nebelmeer. Um 1817.

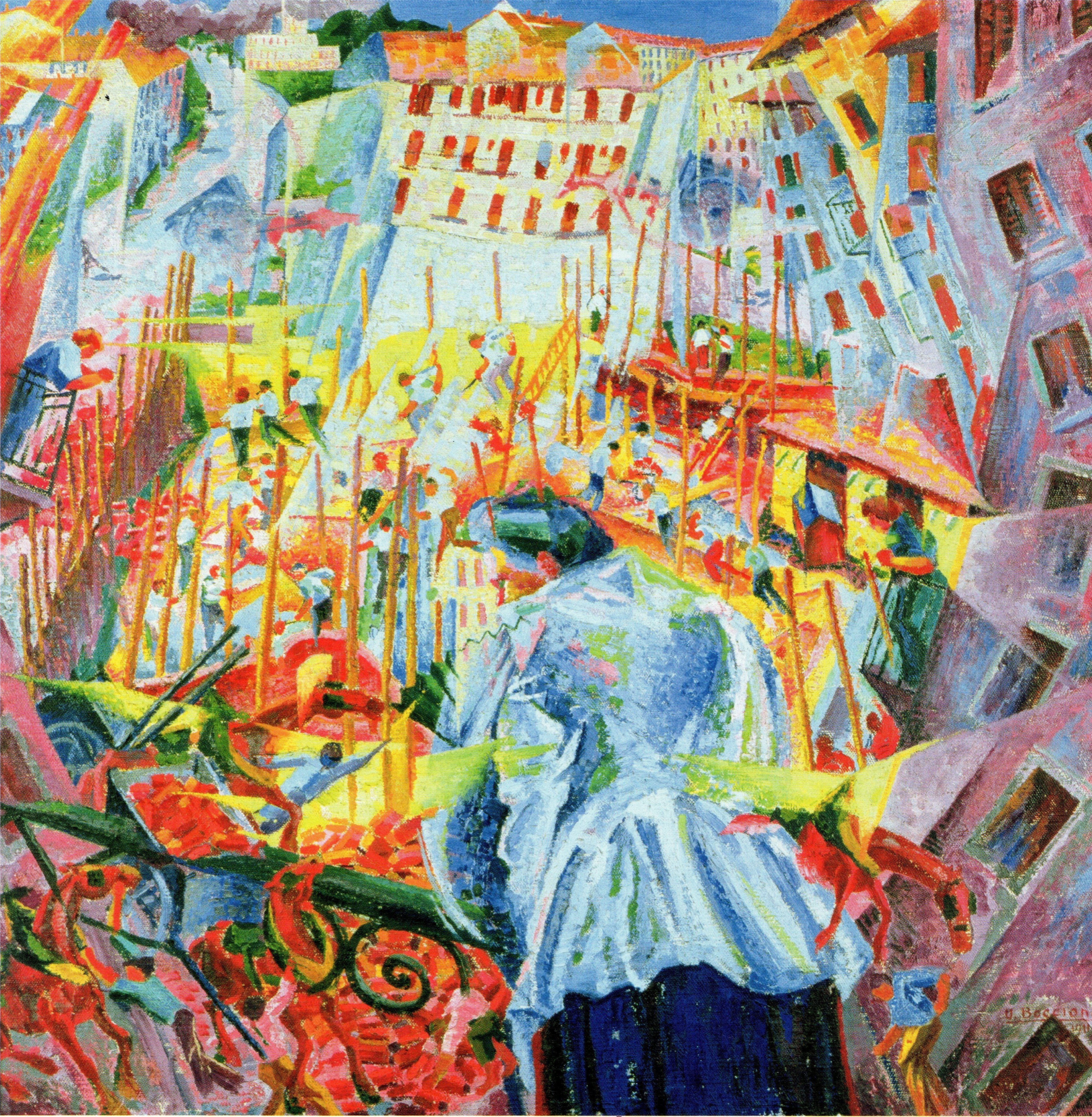
Das Ohr der Frau im Vordergrund liegt im Loser’s Point und verdeutlicht die Lärmbelästigung. Umberto Boccioni: Der Lärm der Straße dringt in ein Haus (La strada entra nella casa). 1911.

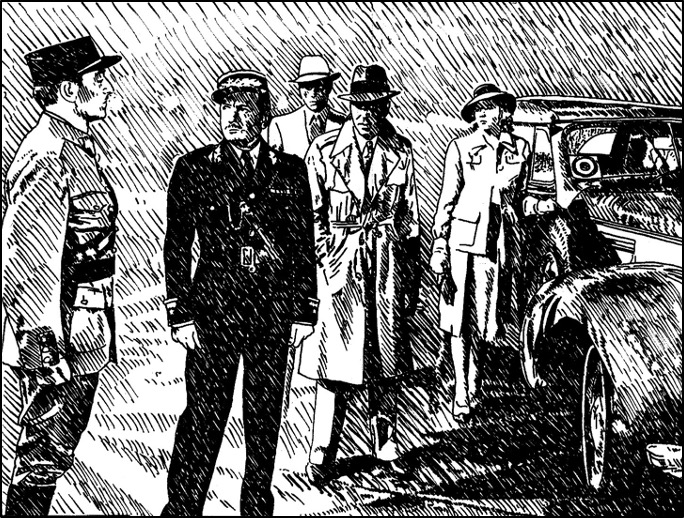
In der Schlussszene des Films Casablanca steht Humphrey Bogart in der Mitte als tragischer Held.

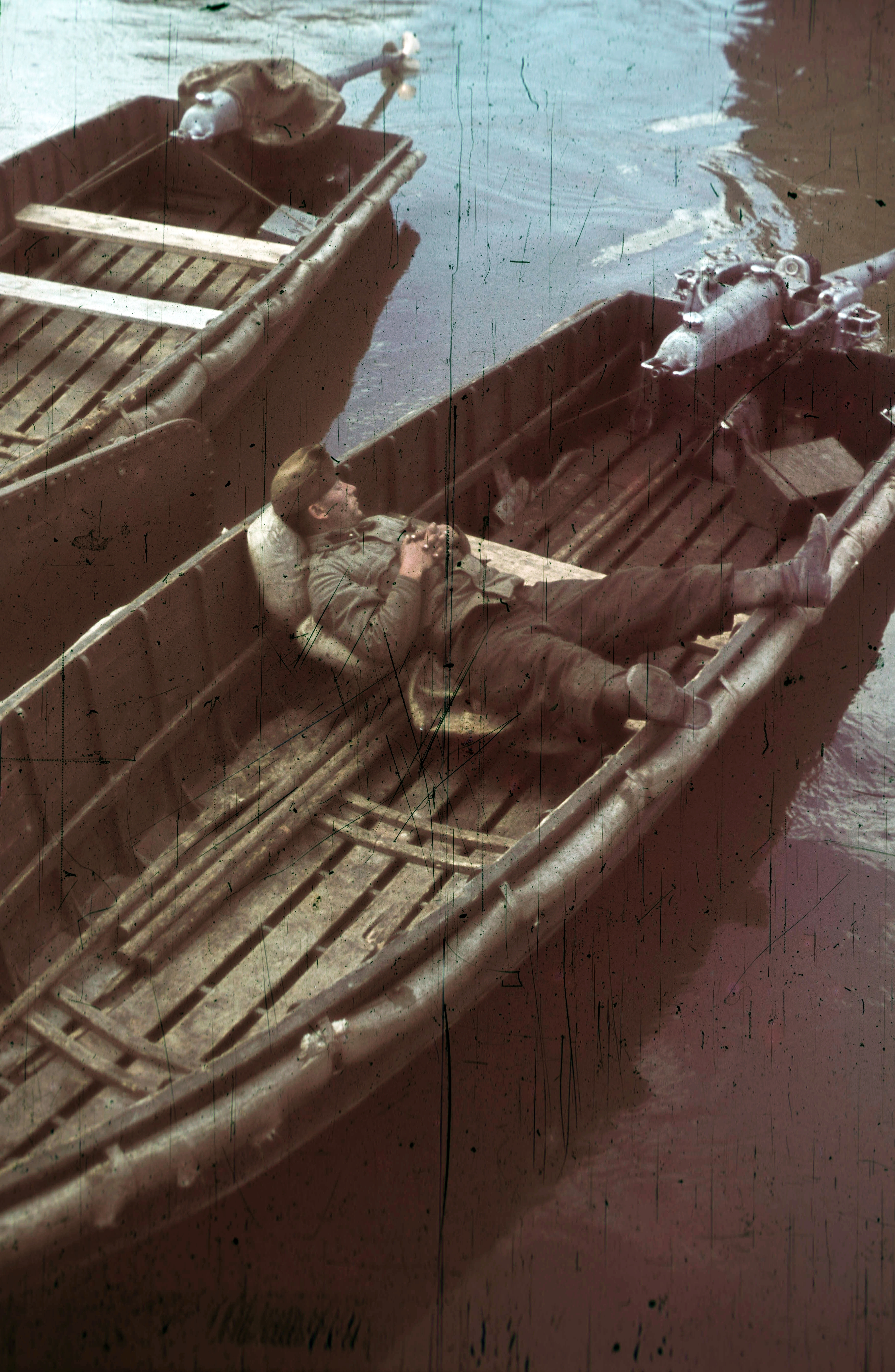
Der Soldat liegt in zentraler Position ruhig und entspannt. Sturmboot mit schlafendem Soldat. 1940.

Der Loser’s Point („Verlierer-Punkt“, toter Punkt) ist der geometrische Mittelpunkt eines Bildes (im Unterschied zum optischen oder visuellen Mittelpunkt, der etwas oberhalb der Mitte liegt). Hier befindet sich der „Loser“, – eine Person oder ein Gegenstand. Ursprünglich stammt der Begriff aus der Filmbranche. Der US-amerikanische Kameramann Joseph V. Mascelli (1917–1981) erwähnt den Begriff 1965 als erster in seinem Buch The Five C’s of Cinematography.

## Beschreibung
Der „Loser“ befindet sich genau in der Bildmitte, einsam, unausweichlich und verloren. Eine leicht aufsichtige Ansicht kann den Effekt verstärken. „Die Bildmitte ist fürs Auge der tote Punkt; was sich dort befindet, wirkt unbeweglich, wie für immer auf eine Stelle fixiert.“ Rückt der Gegenstand aus der Mitte heraus, wirkt er sofort dynamischer und natürlicher.
Obwohl der Begriff Loser’s Point in Amerika im Zusammenhang mit Filmen entstanden ist, kannte man die mittige Position überall schon vorher als bildnerisches Mittel für eine problematische Situation. So lässt sich der Begriff auch auf Fotografien oder Kunstwerke anwenden.

## Zentrale Position
Ein „Verlierer“ in Mittellage stellt nur einen Spezialfall eines Objektes in zentraler Position dar. Allgemein ist die zentrale Position der wichtigste Ort mit besonderem Gewicht. Ein Objekt, welches sich hier befindet, ist deutlich, machtvoll und unangefochten. Es kann die Spitze einer Hierarchie (z. B. Heiliger, Herrscher, Maria) oder den Schlüssel zum Thema bilden. Selbst ein an sich unauffälliges Element kann hier zur Geltung kommen. Die Mittellage ist die einzige, in der Ruhe und Beständigkeit überwiegt. Überall sonst herrschen mehr Bewegung und Spannung. Wegen der fixierten Unbeweglichkeit kann die zentrale Position für Entspannung, Konzentration und Ruhe stehen – als Gegenpol zu Hektik, Lärm und Unsicherheit.

## Beispiele in der Kunst
- In dem Ölgemälde Tullia fährt über die Leiche ihres Vaters (um 1765) von Jean Bardin (1732–1809) sitzt der Wagenlenker auf dem Schimmel genau im Loser’s Point. Entweder fährt er weiter über die am Boden liegende Leiche und begeht damit eine Leichenschändung. Oder er weicht in letzter Sekunde noch aus und missachtet damit den Befehl seiner Herrin Tullia, die ihn anweist geradeaus weiter zu fahren.[5] Die mittige Position verdeutlicht zusätzlich seinen Konflikt und macht ihn zum dramatischen Verlierer dieser Szene.
- Im Gemälde Der Wanderer über dem Nebelmeer (um 1817) von Caspar David Friedrich steht der Mann wie angewurzelt auf dem Felsen in zentraler Position. Der Mann ist hier kein Verlierer oder Gewinner, sondern ein Beobachtender. Er ist ergriffen von der Erhabenheit der Natur, nachdenklich über die Undurchsichtigkeit der Zukunft oder demütig und still vor dem Göttlichen.
- In dem Bild Der Lärm der Straße dringt in ein Haus (La strada entra nella casa) von 1911 von Umberto Boccioni liegt das Ohr der Frau, die im Vordergrund groß dargestellt ist, genau im Loser´s Point. Das Ohr fällt zwar kaum auf, doch Boccioni hat es bewusst positioniert, um den Lärm der Baustelle, der Ohren und Nerven belastet, zu verdeutlichen.

## Beispiele im Film
- Am bekanntesten ist der Loser’s Point wohl aus dem Schwarzweißfilm Zwölf Uhr mittags (High Noon) von 1952 in einer Szene gegen Ende des Films. Der von seinen Freunden verlassene Marshal Gary Cooper wartet einsam auf einer staubigen Straße in der Kleinstadt Hadleyville, um sich seinem Todfeind Jan MacDonald und dessen Gangsterbande zu stellen. Klein, in Aufsicht und im Loser’s Point wirkt der Marshal hilflos und verloren, aber dennoch fest entschlossen.[6]
- Im Farbfilm Vom Winde verweht (Gone with the Wind) von 1939 macht Clark Gable der temperamentvollen Südstaatenschönheit Vivien Leigh einen Heiratsantrag. Die beiden sind nicht symmetrisch angeordnet, was zusammen mit dem goldenen Hintergrund auf eine erfreuliche und harmonische Situation schließen ließe. Stattdessen sind die beiden nach rechts verschoben und Clark Gable kniet im Loser’s Point. Vivien Leigh nimmt seinen Antrag zwar an, aber er kann ihre Liebe nicht wirklich gewinnen.[7]
- In dem Schwarzweißfilm Casablanca von 1942 gibt es gegen Ende eine Szene auf dem Flughafen von Casablanca. Humphrey Bogart (Bildmitte) nimmt Abschied von seiner großen Liebe Ingrid Bergmann (rechts im Bild).[8] Ganz selbstlos schickt er seine Geliebte mit ihrem Mann fort. Sie sollen sich über Lissabon nach Amerika in Sicherheit bringen. Er selbst bleibt im Loser’s Point als tragischer Held zurück.

## Beispiel in der Fotografie
- Eine Farbfotografie von 1940 zeigt ein Sturmboot im Zweiten Weltkrieg. In dem Boot liegt ein Soldat. Trotz des Krieges schläft er entspannt und genießt den Moment der Ruhe, fixiert und unbeweglich genau im Mittelpunkt.